# Sama méridional
Le sama méridional est une langue austronésienne parlée dans le Sud des Philippines et en Malaisie. La langue appartient à la branche malayo-polynésienne des langues austronésiennes.

## Répartition géographique
Le sama méridional est parlé aux Philippines, dans l'archipel de Sulu. Un grand nombre des Sama qui parlent la langue  réside en Malaisie, sur les côtes de l'État de  Sabah.

## Classification
Le sama méridional est classé par Adelaar dans les langues sama-bajaw, un des groupes du malayo-polynésien occidental. 

## Sources
- (en) Adelaar, Alexander, The Austronesian Languages of Asia and Madagascar: A Historical Perspective, The Austronesian Languages of Asia and Madagascar, pp. 1-42, Routledge Language Family Series, Londres, Routledge, 2005,  (ISBN 0-7007-1286-0)
- (en) Akamine, Jun, Sama (Bajau), The Austronesian Languages of Asia and Madagascar, pp. 377-396, Routledge Language Family Series, Londres, Routledge, 2005,  (ISBN 0-7007-1286-0)